# Филиро
Филиро (грч. Φίλυρο) је насељено место у општини Капуџилар-Хортач у периферији Средишња Македонија, Грчка. Према попису из 2021. године био је 5.531 становник.
Према бугарском географу и историчару, Василу Канчову, у Филиру је 1900. године живело 497 Турака. Током Балканских ратова турско становништво је напустило село, и 1913. године насељено је 102 грчке избегличке породице са Каквказа, укупно 253 особа. Грчке власти 1926. мењају назив села Јалиџик у Филиро.